# Föld temploma

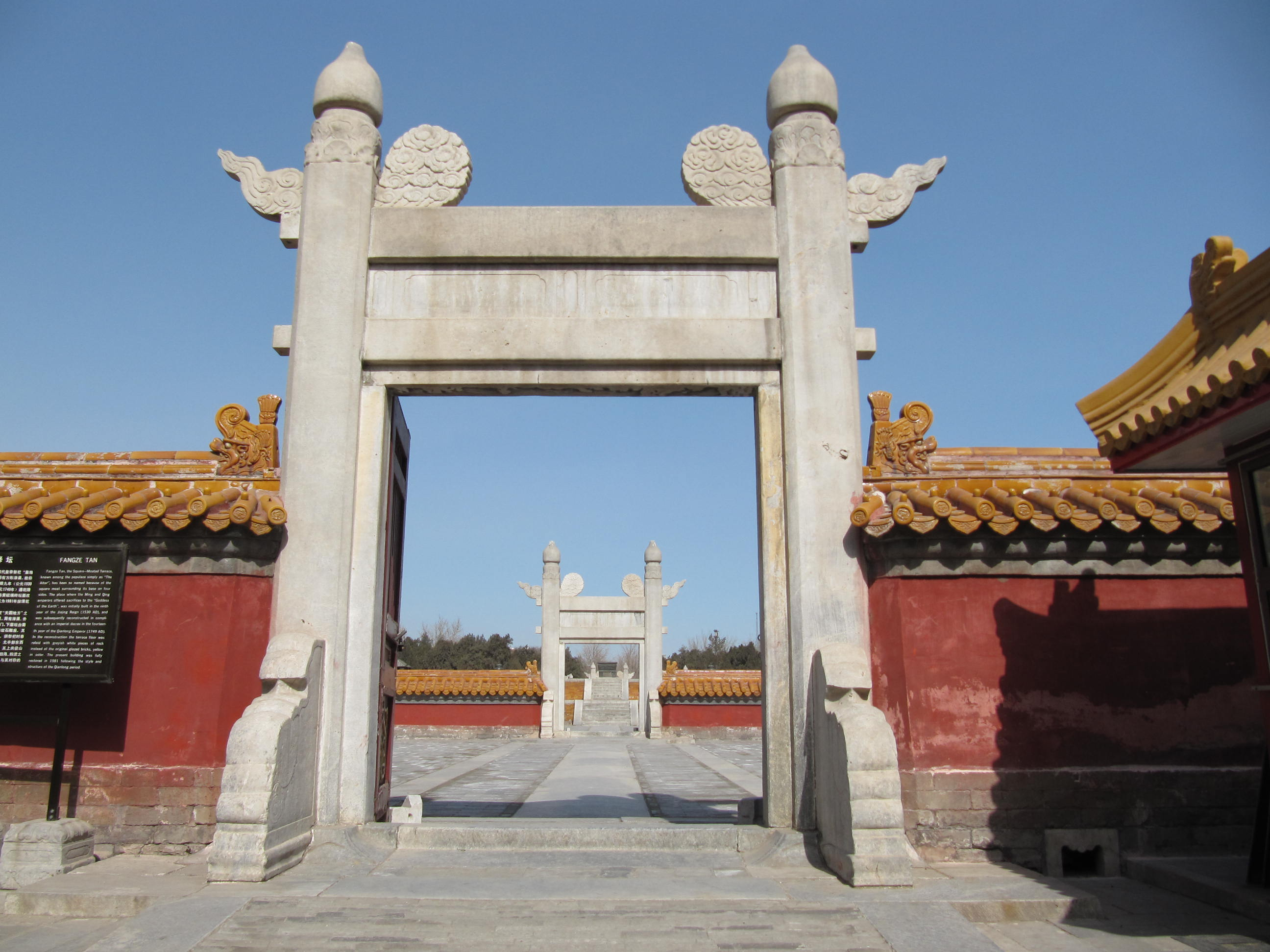

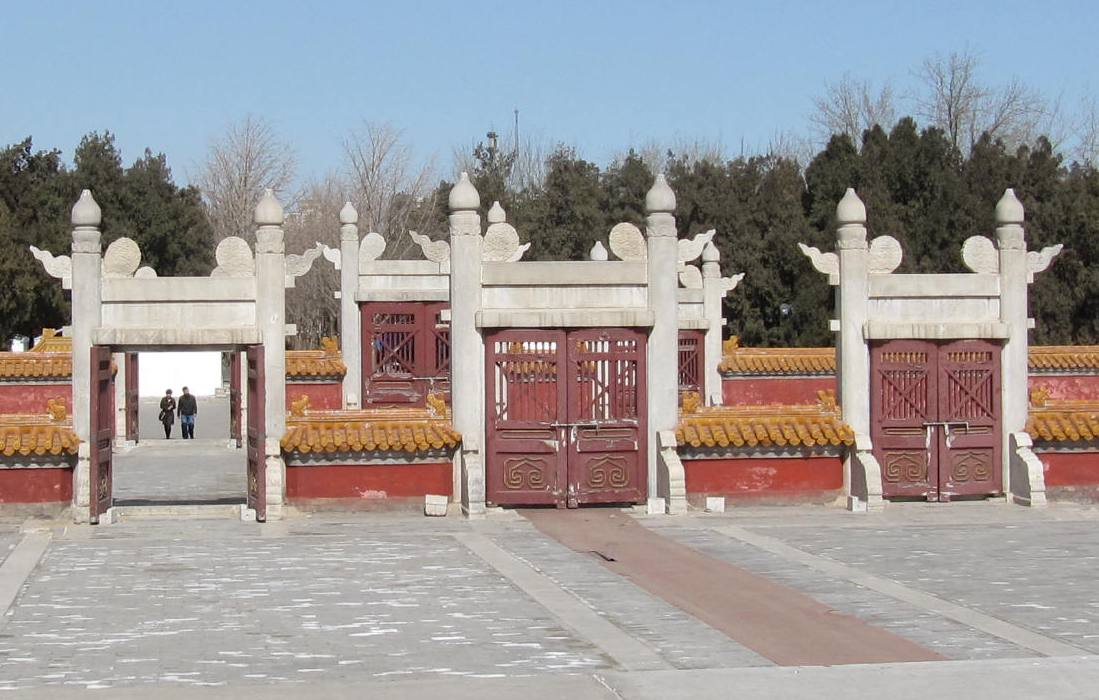

A Föld temploma (hagyományos kínai: 地壇; egyszerűsített kínai: 地坛; pinjin: Dìtán) egy Peking északi részén található oltár, . 42,7 hektáros területével Peking második legnagyobb temploma az Ég temploma után.
1530-ban épült a Ming-dinasztia korában, hogy a kínai császárok rituális áldozatot mutathassanak meg a nyári napforduló idején. Az ellentétes irányban, Peking déli részén található az Ég temploma.